# Морская слобода
Морская слобода — исторический район Санкт-Петербурга, существовавший с момента строительства города.
Географически район был ограничен Невским проспектом, рекой Мойкой, Исаакиевской площадью и Малой Морской улицей, за которой была эспланада Адмиралтейства.
Слобода была заселена в основном русскими православными работниками Адмиралтейской верфи, иностранные специалисты жили в основном в Немецкой слободе.
В слободе была своя инфраструктура — транспортная функция обеспечивалась по реке Мойке, был свой Морской рынок и своя Благовещенская церковь.
Слобода практически полностью выгорела во время пожаров 1736—1737 года и была переселена в район Никольского собора, где возникла новая морская слобода.
На месте бывшей морской слободы были построены новые дома. Этот район стал купеческой слободой.